# Lista över fornlämningar i Essunga kommun
Lista över fornlämningar i Essunga kommun är en förteckning av ett urval av de fornlämningar som finns i Essunga kommun.

## Barne-Åsaka
| Namn                              | Lämningstyp                 | Tillkomsttid | Historisk indelning        | Plats | Läge                 | ID-nr          | Bild                                 |
| --------------------------------- | --------------------------- | ------------ | -------------------------- | ----- | -------------------- | -------------- | ------------------------------------ |
| Barne-Åsaka 1:1                   | Stensättning                |              | Barne-Åsaka, Västergötland |       | 58.147306, 12.837843 | 10184800010001 | Ladda upp en bild av detta fornminne |
| Barne-Åsaka 2:1                   | Stensättning                |              | Barne-Åsaka, Västergötland |       | 58.150017, 12.842987 | 10184800020001 | Ladda upp en bild av detta fornminne |
| "Rännehögen" (Barne-Åsaka 3:1)    | Hög                         |              | Barne-Åsaka, Västergötland |       | 58.147045, 12.832316 | 10184800030001 | Ladda upp en bild av detta fornminne |
| Kung Rånes sten (Barne-Åsaka 4:1) | Runristning                 |              | Barne-Åsaka, Västergötland |       | 58.138558, 12.824742 | 10184800040001 | Ladda upp en bild av detta fornminne |
| Barne-Åsaka 5:1                   | Grav markerad av sten/block |              | Barne-Åsaka, Västergötland |       | 58.137583, 12.824314 | 10184800050001 | Ladda upp en bild av detta fornminne |
| Barne-Åsaka 6:1                   | Stenkammargrav              |              | Barne-Åsaka, Västergötland |       | 58.136788, 12.824966 | 10184800060001 | Ladda upp en bild av detta fornminne |
| Barne-Åsaka 6:2                   | Grav markerad av sten/block |              | Barne-Åsaka, Västergötland |       | 58.136869, 12.824794 | 10184800060002 | Ladda upp en bild av detta fornminne |
| Barne-Åsaka 7:1                   | Hällristning                |              | Barne-Åsaka, Västergötland |       | 58.146941, 12.831060 | 10184800070001 | Ladda upp en bild av detta fornminne |
| Barne-Åsaka 8:1                   | Hällristning                |              | Barne-Åsaka, Västergötland |       | 58.146606, 12.829387 | 10184800080001 | Ladda upp en bild av detta fornminne |
| Barne-Åsaka 9:1                   | Hög                         |              | Barne-Åsaka, Västergötland |       | 58.137866, 12.824633 | 10184800090001 | Ladda upp en bild av detta fornminne |
| Barne-Åsaka 10:2                  | Hällristning                |              | Barne-Åsaka, Västergötland |       | 58.147147, 12.831035 | 10184800100002 | Ladda upp en bild av detta fornminne |
| Sonnabacken (Barne-Åsaka 11:1)    | Gravfält                    |              | Barne-Åsaka, Västergötland |       | 58.138266, 12.825409 | 10184800110001 | Ladda upp en bild av detta fornminne |
| Barne-Åsaka 15:1                  | Stensättning                |              | Barne-Åsaka, Västergötland |       | 58.151200, 12.852443 | 10184800150001 | Ladda upp en bild av detta fornminne |
| Barne-Åsaka 18:1                  | Hällristning                |              | Barne-Åsaka, Västergötland |       | 58.132306, 12.840776 | 10184800180001 | Ladda upp en bild av detta fornminne |
| Barne-Åsaka 19:1                  | Hällristning                |              | Barne-Åsaka, Västergötland |       | 58.127499, 12.829165 | 10184800190001 | Ladda upp en bild av detta fornminne |
| Barne-Åsaka 19:2                  | Hällristning                |              | Barne-Åsaka, Västergötland |       | 58.127690, 12.829120 | 10184800190002 | Ladda upp en bild av detta fornminne |
| Barne-Åsaka 21:1                  | Hög                         |              | Barne-Åsaka, Västergötland |       | 58.125108, 12.805577 | 10184800210001 | Ladda upp en bild av detta fornminne |
| Barne-Åsaka 22:1                  | Stensättning                |              | Barne-Åsaka, Västergötland |       | 58.133091, 12.805965 | 10184800220001 | Ladda upp en bild av detta fornminne |
| Barne-Åsaka 22:2                  | Stensättning                |              | Barne-Åsaka, Västergötland |       | 58.133037, 12.806259 | 10184800220002 | Ladda upp en bild av detta fornminne |
| Barne-Åsaka 26:1                  | Stenkammargrav              |              | Barne-Åsaka, Västergötland |       | 58.157583, 12.865284 | 10184800260001 | Ladda upp en bild av detta fornminne |
| Barne-Åsaka 27:1                  | Stensättning                |              | Barne-Åsaka, Västergötland |       | 58.157306, 12.869887 | 10184800270001 | Ladda upp en bild av detta fornminne |
| Barne-Åsaka 28:1                  | Stensättning                |              | Barne-Åsaka, Västergötland |       | 58.158479, 12.868655 | 10184800280001 | Ladda upp en bild av detta fornminne |
| Barne-Åsaka 29:1                  | Hög                         |              | Barne-Åsaka, Västergötland |       | 58.159705, 12.860592 | 10184800290001 | Ladda upp en bild av detta fornminne |
| Barne-Åsaka 30:1                  | Stensättning                |              | Barne-Åsaka, Västergötland |       | 58.153796, 12.853685 | 10184800300001 | Ladda upp en bild av detta fornminne |
| Barne-Åsaka 30:2                  | Stensättning                |              | Barne-Åsaka, Västergötland |       | 58.153625, 12.853673 | 10184800300002 | Ladda upp en bild av detta fornminne |
| Barne-Åsaka 31:1                  | Hög                         |              | Barne-Åsaka, Västergötland |       | 58.156944, 12.854188 | 10184800310001 | Ladda upp en bild av detta fornminne |
| Barne-Åsaka 35:1                  | Stenkrets                   |              | Barne-Åsaka, Västergötland |       | 58.143191, 12.805799 | 10184800350001 | Ladda upp en bild av detta fornminne |
| Barne-Åsaka 35:2                  | Stenkrets                   |              | Barne-Åsaka, Västergötland |       | 58.143087, 12.805665 | 10184800350002 | Ladda upp en bild av detta fornminne |
| Barne-Åsaka 36:1                  | Stensättning                |              | Barne-Åsaka, Västergötland |       | 58.134664, 12.818542 | 10184800360001 | Ladda upp en bild av detta fornminne |

## Bäreberg
| Namn                        | Lämningstyp                 | Tillkomsttid | Historisk indelning     | Plats | Läge                 | ID-nr          | Bild                                 |
| --------------------------- | --------------------------- | ------------ | ----------------------- | ----- | -------------------- | -------------- | ------------------------------------ |
| Bäreberg 4:1                | Stenkrets                   |              | Bäreberg, Västergötland |       | 58.202417, 12.741117 | 10187000040001 | Ladda upp en bild av detta fornminne |
| Bäreberg 4:2                | Grav markerad av sten/block |              | Bäreberg, Västergötland |       | 58.202495, 12.741244 | 10187000040002 | Ladda upp en bild av detta fornminne |
| Bäreberg 4:3                | Grav markerad av sten/block |              | Bäreberg, Västergötland |       | 58.202557, 12.741147 | 10187000040003 | Ladda upp en bild av detta fornminne |
| Bäreberg 4:4                | Grav markerad av sten/block |              | Bäreberg, Västergötland |       | 58.202502, 12.740985 | 10187000040004 | Ladda upp en bild av detta fornminne |
| Bäreberg 5:1                | Stensättning                |              | Bäreberg, Västergötland |       | 58.203451, 12.741268 | 10187000050001 | Ladda upp en bild av detta fornminne |
| Bäreberg 13:1               | Stensättning                |              | Bäreberg, Västergötland |       | 58.207655, 12.733395 | 10187000130001 | Ladda upp en bild av detta fornminne |
| Bäreberg 14:1               | Grav markerad av sten/block |              | Bäreberg, Västergötland |       | 58.207449, 12.731307 | 10187000140001 | Ladda upp en bild av detta fornminne |
| Bäreberg 14:2               | Stensättning                |              | Bäreberg, Västergötland |       | 58.207568, 12.731123 | 10187000140002 | Ladda upp en bild av detta fornminne |
| Bäreberg 14:3               | Stensättning                |              | Bäreberg, Västergötland |       | 58.207755, 12.730795 | 10187000140003 | Ladda upp en bild av detta fornminne |
| Bäreberg 15:1               | Stensättning                |              | Bäreberg, Västergötland |       | 58.209009, 12.728794 | 10187000150001 | Ladda upp en bild av detta fornminne |
| Bäreberg 18:1               | Hög                         |              | Bäreberg, Västergötland |       | 58.201993, 12.702614 | 10187000180001 | Ladda upp en bild av detta fornminne |
| Bäreberg 18:2               | Stensättning                |              | Bäreberg, Västergötland |       | 58.201861, 12.702594 | 10187000180002 | Ladda upp en bild av detta fornminne |
| Bäreberg 18:3               | Stensättning                |              | Bäreberg, Västergötland |       | 58.201723, 12.702646 | 10187000180003 | Ladda upp en bild av detta fornminne |
| Bäreberg 19:1               | Grav markerad av sten/block |              | Bäreberg, Västergötland |       | 58.204850, 12.683380 | 10187000190001 | Ladda upp en bild av detta fornminne |
| Jättestugan (Bäreberg 20:1) | Stenkammargrav              |              | Bäreberg, Västergötland |       | 58.201592, 12.678365 | 10187000200001 | Ladda upp en bild av detta fornminne |
| Bäreberg 26:1               | Stenkrets                   |              | Bäreberg, Västergötland |       | 58.208669, 12.737524 | 10187000260001 | Ladda upp en bild av detta fornminne |
| Bäreberg 26:2               | Stensättning                |              | Bäreberg, Västergötland |       | 58.208559, 12.737914 | 10187000260002 | Ladda upp en bild av detta fornminne |
| Bäreberg 27:1               | Stensättning                |              | Bäreberg, Västergötland |       | 58.211843, 12.717978 | 10187000270001 | Ladda upp en bild av detta fornminne |
| Bäreberg 30:1               | Stensättning                |              | Bäreberg, Västergötland |       | 58.213610, 12.705376 | 10187000300001 | Ladda upp en bild av detta fornminne |
| Bäreberg 32:1               | Stensättning                |              | Bäreberg, Västergötland |       | 58.207719, 12.743286 | 10187000320001 | Ladda upp en bild av detta fornminne |
| Bäreberg 32:2               | Stensättning                |              | Bäreberg, Västergötland |       | 58.207707, 12.743106 | 10187000320002 | Ladda upp en bild av detta fornminne |
| Bäreberg 32:3               | Stensättning                |              | Bäreberg, Västergötland |       | 58.207690, 12.742842 | 10187000320003 | Ladda upp en bild av detta fornminne |
| Bäreberg 32:4               | Stensättning                |              | Bäreberg, Västergötland |       | 58.207656, 12.742568 | 10187000320004 | Ladda upp en bild av detta fornminne |
| Bäreberg 33:1               | Stensättning                |              | Bäreberg, Västergötland |       | 58.203096, 12.751735 | 10187000330001 | Ladda upp en bild av detta fornminne |
| Bäreberg 35:1               | Gravfält                    |              | Bäreberg, Västergötland |       | 58.206713, 12.746536 | 10187000350001 | Ladda upp en bild av detta fornminne |
| Bäreberg 36:1               | Stenkammargrav              |              | Bäreberg, Västergötland |       | 58.214733, 12.747218 | 10187000360001 | Ladda upp en bild av detta fornminne |
| Bäreberg 57:1               | Stensättning                |              | Bäreberg, Västergötland |       | 58.214143, 12.705816 | 10187000570001 | Ladda upp en bild av detta fornminne |

## Essunga
| Namn          | Lämningstyp                          | Tillkomsttid | Historisk indelning    | Plats | Läge                 | ID-nr          | Bild                                      |
| ------------- | ------------------------------------ | ------------ | ---------------------- | ----- | -------------------- | -------------- | ----------------------------------------- |
| Essunga 4:1   | Grav markerad av sten/block          |              | Essunga, Västergötland |       | 58.182775, 12.779759 | 10188400040001 | Ladda upp en bild av detta fornminne      |
| Essunga 12:1  | Stensättning                         |              | Essunga, Västergötland |       | 58.182265, 12.775251 | 10188400120001 | Ladda upp en bild av detta fornminne      |
| Essunga 13:1  | Stensättning                         |              | Essunga, Västergötland |       | 58.187743, 12.760576 | 10188400130001 | Ladda upp en bild av detta fornminne      |
| Essunga 13:2  | Stensättning                         |              | Essunga, Västergötland |       | 58.187798, 12.760765 | 10188400130002 | Ladda upp en bild av detta fornminne      |
| Essunga 13:3  | Stensättning                         |              | Essunga, Västergötland |       | 58.187830, 12.760956 | 10188400130003 | Ladda upp en bild av detta fornminne      |
| Essunga 18:1  | Hög                                  |              | Essunga, Västergötland |       | 58.178383, 12.788008 | 10188400180001 | Ladda upp en bild av detta fornminne      |
| Essunga 112:1 | Ristning, medeltid/historisk tid     |              | Essunga, Västergötland |       | 58.187392, 12.858858 | 10188401120001 | Ladda upp en bild av detta fornminne      |
| Essunga 113:1 | Ristning, medeltid/historisk tid     |              | Essunga, Västergötland |       | 58.190502, 12.849104 | 10188401130001 | Ladda upp en bild av detta fornminne      |
| Essunga 163   | Hålväg, järnålder/medeltid/nyare tid |              | Essunga, Västergötland |       | 58.193, 12.794772    | 12000000113138 | Ladda upp en till bild av detta fornminne |

## Främmestad
| Namn                                     | Lämningstyp                 | Tillkomsttid | Historisk indelning       | Plats | Läge                 | ID-nr          | Bild                                      |
| ---------------------------------------- | --------------------------- | ------------ | ------------------------- | ----- | -------------------- | -------------- | ----------------------------------------- |
| Främmestad 1:1                           | Stenkammargrav              |              | Främmestad, Västergötland |       | 58.199538, 12.642681 | 10189900010001 | Ladda upp en bild av detta fornminne      |
| Främmestad 2:1                           | Stenkammargrav              |              | Främmestad, Västergötland |       | 58.203837, 12.617231 | 10189900020001 | Ladda upp en bild av detta fornminne      |
| Främmestad 5:1                           | Stenkammargrav              |              | Främmestad, Västergötland |       | 58.224917, 12.547129 | 10189900050001 | Ladda upp en bild av detta fornminne      |
| Främmestad 6:1                           | Stenkammargrav              |              | Främmestad, Västergötland |       | 58.215634, 12.657332 | 10189900060001 | Ladda upp en bild av detta fornminne      |
| Främmestad 8:1                           | Stenkammargrav              |              | Främmestad, Västergötland |       | 58.232472, 12.526808 | 10189900080001 | Ladda upp en bild av detta fornminne      |
| Främmestad 10:1                          | Stenkammargrav              |              | Främmestad, Västergötland |       | 58.231890, 12.634715 | 10189900100001 | Ladda upp en bild av detta fornminne      |
| Främmestad 12:1                          | Stenkrets                   |              | Främmestad, Västergötland |       | 58.229917, 12.696111 | 10189900120001 | Ladda upp en bild av detta fornminne      |
| Drottning Astrids grav (Främmestad 13:1) | Stenkammargrav              |              | Främmestad, Västergötland |       | 58.226727, 12.684036 | 10189900130001 | Ladda upp en bild av detta fornminne      |
| Främmestad 15:1                          | Stensättning                |              | Främmestad, Västergötland |       | 58.227144, 12.688487 | 10189900150001 | Ladda upp en bild av detta fornminne      |
| Käringas grav (Främmestad 20:1)          | Stenkammargrav              |              | Främmestad, Västergötland |       | 58.229782, 12.680604 | 10189900200001 | Ladda upp en bild av detta fornminne      |
| Främmestad 23:1                          | Stensättning                |              | Främmestad, Västergötland |       | 58.252898, 12.678190 | 10189900230001 | Ladda upp en bild av detta fornminne      |
| Främmestad 23:2                          | Stensättning                |              | Främmestad, Västergötland |       | 58.253117, 12.678193 | 10189900230002 | Ladda upp en bild av detta fornminne      |
| Främmestad 24:1                          | Gravfält                    |              | Främmestad, Västergötland |       | 58.251332, 12.678004 | 10189900240001 | Ladda upp en bild av detta fornminne      |
| Främmestad 25:1                          | Begravningsplats            |              | Främmestad, Västergötland |       | 58.247728, 12.687487 | 10189900250001 | Ladda upp en bild av detta fornminne      |
| Främmestad 27:1                          | Stenkrets                   |              | Främmestad, Västergötland |       | 58.239550, 12.679896 | 10189900270001 | Ladda upp en bild av detta fornminne      |
| Främmestad 27:2                          | Stensättning                |              | Främmestad, Västergötland |       | 58.239428, 12.679762 | 10189900270002 | Ladda upp en bild av detta fornminne      |
| Främmestad 28:1                          | Stensättning                |              | Främmestad, Västergötland |       | 58.240489, 12.678178 | 10189900280001 | Ladda upp en bild av detta fornminne      |
| Främmestad 29:1                          | Stensättning                |              | Främmestad, Västergötland |       | 58.239131, 12.677895 | 10189900290001 | Ladda upp en bild av detta fornminne      |
| Främmestad 29:2                          | Stensättning                |              | Främmestad, Västergötland |       | 58.239043, 12.677885 | 10189900290002 | Ladda upp en bild av detta fornminne      |
| Främmestad 29:3                          | Stensättning                |              | Främmestad, Västergötland |       | 58.239047, 12.678068 | 10189900290003 | Ladda upp en bild av detta fornminne      |
| Främmestad 30:1                          | Gravfält                    |              | Främmestad, Västergötland |       | 58.241053, 12.650226 | 10189900300001 | Ladda upp en bild av detta fornminne      |
| Främmestad 31:1                          | Stenkrets                   |              | Främmestad, Västergötland |       | 58.242114, 12.675672 | 10189900310001 | Ladda upp en bild av detta fornminne      |
| Främmestad 33:1                          | Stenkrets                   |              | Främmestad, Västergötland |       | 58.250626, 12.670476 | 10189900330001 | Ladda upp en bild av detta fornminne      |
| Främmestad 33:2                          | Stenkrets                   |              | Främmestad, Västergötland |       | 58.250722, 12.670643 | 10189900330002 | Ladda upp en bild av detta fornminne      |
| Främmestad 33:3                          | Stenkrets                   |              | Främmestad, Västergötland |       | 58.250753, 12.670845 | 10189900330003 | Ladda upp en bild av detta fornminne      |
| Främmestad 34:1                          | Stensättning                |              | Främmestad, Västergötland |       | 58.262305, 12.713594 | 10189900340001 | Ladda upp en bild av detta fornminne      |
| Kung Anes sten (Främmestad 35:1)         | Grav markerad av sten/block |              | Främmestad, Västergötland |       | 58.265337, 12.718142 | 10189900350001 | Ladda upp en till bild av detta fornminne |
| Främmestad 36:1                          | Hög                         |              | Främmestad, Västergötland |       | 58.266630, 12.720038 | 10189900360001 | Ladda upp en bild av detta fornminne      |
| Främmestad 36:4                          | Stensättning                |              | Främmestad, Västergötland |       | 58.266524, 12.719848 | 10189900360004 | Ladda upp en bild av detta fornminne      |
| Främmestad 37:1                          | Stensättning                |              | Främmestad, Västergötland |       | 58.267822, 12.720232 | 10189900370001 | Ladda upp en bild av detta fornminne      |
| Främmestad 37:2                          | Stensättning                |              | Främmestad, Västergötland |       | 58.267684, 12.720512 | 10189900370002 | Ladda upp en bild av detta fornminne      |
| Främmestad 37:3                          | Stensättning                |              | Främmestad, Västergötland |       | 58.267576, 12.720451 | 10189900370003 | Ladda upp en bild av detta fornminne      |
| Främmestad 38:1                          | Stensättning                |              | Främmestad, Västergötland |       | 58.265414, 12.727709 | 10189900380001 | Ladda upp en bild av detta fornminne      |
| Främmestad 38:2                          | Stensättning                |              | Främmestad, Västergötland |       | 58.265251, 12.727561 | 10189900380002 | Ladda upp en bild av detta fornminne      |
| Främmestad 38:3                          | Stensättning                |              | Främmestad, Västergötland |       | 58.265075, 12.727495 | 10189900380003 | Ladda upp en bild av detta fornminne      |
| Främmestad 39:1                          | Gravfält                    |              | Främmestad, Västergötland |       | 58.265790, 12.725658 | 10189900390001 | Ladda upp en bild av detta fornminne      |
| Glosshögen (Främmestad 40:1)             | Hög                         |              | Främmestad, Västergötland |       | 58.264492, 12.726016 | 10189900400001 | Ladda upp en bild av detta fornminne      |
| Främmestad 41:1                          | Stensättning                |              | Främmestad, Västergötland |       | 58.261706, 12.726525 | 10189900410001 | Ladda upp en bild av detta fornminne      |
| Främmestad 41:2                          | Stensättning                |              | Främmestad, Västergötland |       | 58.261842, 12.726341 | 10189900410002 | Ladda upp en bild av detta fornminne      |
| Hårdstenen (Främmestad 44:1)             | Grav markerad av sten/block |              | Främmestad, Västergötland |       | 58.259988, 12.728230 | 10189900440001 | Ladda upp en bild av detta fornminne      |
| Främmestad 47:1                          | Hög                         |              | Främmestad, Västergötland |       | 58.257409, 12.709733 | 10189900470001 | Ladda upp en bild av detta fornminne      |
| Baljemostenarna (Främmestad 48:1)        | Grav markerad av sten/block |              | Främmestad, Västergötland |       | 58.260682, 12.737311 | 10189900480001 | Ladda upp en bild av detta fornminne      |
| Baljemostenarna (Främmestad 48:2)        | Grav markerad av sten/block |              | Främmestad, Västergötland |       | 58.260605, 12.737365 | 10189900480002 | Ladda upp en bild av detta fornminne      |
| Främmestad 52:1                          | Gravfält                    |              | Främmestad, Västergötland |       | 58.272255, 12.681228 | 10189900520001 | Ladda upp en bild av detta fornminne      |
| Främmestad 53:1                          | Stensättning                |              | Främmestad, Västergötland |       | 58.271630, 12.680295 | 10189900530001 | Ladda upp en bild av detta fornminne      |
| Främmestad 53:2                          | Stensättning                |              | Främmestad, Västergötland |       | 58.271400, 12.680548 | 10189900530002 | Ladda upp en bild av detta fornminne      |
| Främmestad 53:3                          | Stensättning                |              | Främmestad, Västergötland |       | 58.271191, 12.680451 | 10189900530003 | Ladda upp en bild av detta fornminne      |
| Främmestad 53:4                          | Stensättning                |              | Främmestad, Västergötland |       | 58.270997, 12.680612 | 10189900530004 | Ladda upp en bild av detta fornminne      |
| Främmestad 54:1                          | Stensättning                |              | Främmestad, Västergötland |       | 58.273770, 12.681989 | 10189900540001 | Ladda upp en bild av detta fornminne      |
| Främmestad 55:1                          | Stensättning                |              | Främmestad, Västergötland |       | 58.263571, 12.684672 | 10189900550001 | Ladda upp en bild av detta fornminne      |
| Främmestad 67:1                          | Stensättning                |              | Främmestad, Västergötland |       | 58.229691, 12.708385 | 10189900670001 | Ladda upp en bild av detta fornminne      |
| Främmestad 67:2                          | Stensättning                |              | Främmestad, Västergötland |       | 58.229572, 12.708200 | 10189900670002 | Ladda upp en bild av detta fornminne      |
| Främmestad 71:1                          | Stensättning                |              | Främmestad, Västergötland |       | 58.249306, 12.725866 | 10189900710001 | Ladda upp en bild av detta fornminne      |
| Främmestad 77:1                          | Hällristning                |              | Främmestad, Västergötland |       | 58.263087, 12.716795 | 10189900770001 | Ladda upp en bild av detta fornminne      |
| Främmestad 80:1                          | Stensättning                |              | Främmestad, Västergötland |       | 58.264368, 12.725071 | 10189900800001 | Ladda upp en bild av detta fornminne      |
| Främmestad 83:1                          | Stenkammargrav              |              | Främmestad, Västergötland |       | 58.272219, 12.694953 | 10189900830001 | Ladda upp en bild av detta fornminne      |
| Främmestad 87:1                          | Hällristning                |              | Främmestad, Västergötland |       | 58.274057, 12.682877 | 10189900870001 | Ladda upp en bild av detta fornminne      |
| Främmestad 94:1                          | Gravfält                    |              | Främmestad, Västergötland |       | 58.250602, 12.678471 | 10189900940001 | Ladda upp en bild av detta fornminne      |
| Främmestad 98:1                          | Stensättning                |              | Främmestad, Västergötland |       | 58.230542, 12.530680 | 10189900980001 | Ladda upp en bild av detta fornminne      |
| Främmestad 135:1                         | Hällristning                |              | Främmestad, Västergötland |       | 58.258565, 12.742915 | 10189901350001 | Ladda upp en bild av detta fornminne      |

## Fåglum
| Namn                    | Lämningstyp                 | Tillkomsttid | Historisk indelning   | Plats | Läge                 | ID-nr          | Bild                                 |
| ----------------------- | --------------------------- | ------------ | --------------------- | ----- | -------------------- | -------------- | ------------------------------------ |
| Fåglum 2:1              | Hällristning                |              | Fåglum, Västergötland |       | 58.110743, 12.824069 | 10190400020001 | Ladda upp en bild av detta fornminne |
| Fåglum 4:1              | Stenkammargrav              |              | Fåglum, Västergötland |       | 58.107864, 12.775197 | 10190400040001 | Ladda upp en bild av detta fornminne |
| Fåglum 5:1              | Hällristning                |              | Fåglum, Västergötland |       | 58.112678, 12.797210 | 10190400050001 | Ladda upp en bild av detta fornminne |
| Fåglum 6:1              | Stensättning                |              | Fåglum, Västergötland |       | 58.110132, 12.782404 | 10190400060001 | Ladda upp en bild av detta fornminne |
| Fåglum 6:2              | Grav markerad av sten/block |              | Fåglum, Västergötland |       | 58.110145, 12.782575 | 10190400060002 | Ladda upp en bild av detta fornminne |
| Fåglum 7:1              | Grav markerad av sten/block |              | Fåglum, Västergötland |       | 58.106549, 12.774334 | 10190400070001 | Ladda upp en bild av detta fornminne |
| Fåglum 7:2              | Grav markerad av sten/block |              | Fåglum, Västergötland |       | 58.106537, 12.774200 | 10190400070002 | Ladda upp en bild av detta fornminne |
| Fåglum 8:1              | Begravningsplats            |              | Fåglum, Västergötland |       | 58.124335, 12.808876 | 10190400080001 | Ladda upp en bild av detta fornminne |
| "Stenkärn" (Fåglum 9:1) | Röse                        |              | Fåglum, Västergötland |       | 58.100522, 12.772358 | 10190400090001 | Ladda upp en bild av detta fornminne |
| "Stenkärn" (Fåglum 9:2) | Stensättning                |              | Fåglum, Västergötland |       | 58.100444, 12.772041 | 10190400090002 | Ladda upp en bild av detta fornminne |
| Fåglum 12:1             | Hög                         |              | Fåglum, Västergötland |       | 58.126953, 12.781005 | 10190400120001 | Ladda upp en bild av detta fornminne |
| Fåglum 12:2             | Hög                         |              | Fåglum, Västergötland |       | 58.126930, 12.780735 | 10190400120002 | Ladda upp en bild av detta fornminne |
| Fåglum 14:1             | Gravfält                    |              | Fåglum, Västergötland |       | 58.128427, 12.775843 | 10190400140001 | Ladda upp en bild av detta fornminne |
| Fåglum 15:1             | Grav markerad av sten/block |              | Fåglum, Västergötland |       | 58.145629, 12.772798 | 10190400150001 | Ladda upp en bild av detta fornminne |
| Fåglum 16:1             | Hällristning                |              | Fåglum, Västergötland |       | 58.124417, 12.765055 | 10190400160001 | Ladda upp en bild av detta fornminne |
| Fåglum 17:1             | Stensättning                |              | Fåglum, Västergötland |       | 58.140122, 12.749476 | 10190400170001 | Ladda upp en bild av detta fornminne |
| Fåglum 18:1             | Gravfält                    |              | Fåglum, Västergötland |       | 58.126181, 12.782731 | 10190400180001 | Ladda upp en bild av detta fornminne |
| Fåglum 19:1             | Stensättning                |              | Fåglum, Västergötland |       | 58.129027, 12.741420 | 10190400190001 | Ladda upp en bild av detta fornminne |
| Fåglum 19:2             | Stenkrets                   |              | Fåglum, Västergötland |       | 58.129109, 12.741623 | 10190400190002 | Ladda upp en bild av detta fornminne |
| Fåglum 20:1             | Hög                         |              | Fåglum, Västergötland |       | 58.122436, 12.765742 | 10190400200001 | Ladda upp en bild av detta fornminne |
| Södra Härene 14:4       | Grav markerad av sten/block |              | Fåglum, Västergötland |       | 58.100561, 12.776157 | 10178700140004 | Ladda upp en bild av detta fornminne |

## Kyrkås
| Namn       | Lämningstyp                 | Tillkomsttid | Historisk indelning   | Plats | Läge                 | ID-nr          | Bild                                 |
| ---------- | --------------------------- | ------------ | --------------------- | ----- | -------------------- | -------------- | ------------------------------------ |
| Kyrkås 1:1 | Hällristning                |              | Kyrkås, Västergötland |       | 58.126319, 12.716305 | 10196100010001 | Ladda upp en bild av detta fornminne |
| Kyrkås 2:1 | Grav markerad av sten/block |              | Kyrkås, Västergötland |       | 58.125128, 12.711890 | 10196100020001 | Ladda upp en bild av detta fornminne |
| Kyrkås 3:1 | Grav markerad av sten/block |              | Kyrkås, Västergötland |       | 58.126599, 12.702406 | 10196100030001 | Ladda upp en bild av detta fornminne |
| Kyrkås 4:1 | Grav markerad av sten/block |              | Kyrkås, Västergötland |       | 58.124411, 12.699709 | 10196100040001 | Ladda upp en bild av detta fornminne |
| Kyrkås 5:1 | Hög                         |              | Kyrkås, Västergötland |       | 58.137381, 12.711674 | 10196100050001 | Ladda upp en bild av detta fornminne |

## Lekåsa
| Namn                     | Lämningstyp                 | Tillkomsttid | Historisk indelning   | Plats | Läge                 | ID-nr          | Bild                                 |
| ------------------------ | --------------------------- | ------------ | --------------------- | ----- | -------------------- | -------------- | ------------------------------------ |
| Gossekullen (Lekåsa 1:1) | Gravfält                    |              | Lekåsa, Västergötland |       | 58.153444, 12.878410 | 10197000010001 | Ladda upp en bild av detta fornminne |
| Lekåsa 3:1               | Grav markerad av sten/block |              | Lekåsa, Västergötland |       | 58.152955, 12.877907 | 10197000030001 | Ladda upp en bild av detta fornminne |
| Lekåsa 4:1               | Gravfält                    |              | Lekåsa, Västergötland |       | 58.142885, 12.867069 | 10197000040001 | Ladda upp en bild av detta fornminne |
| Lekåsa 5:1               | Grav markerad av sten/block |              | Lekåsa, Västergötland |       | 58.142888, 12.866530 | 10197000050001 | Ladda upp en bild av detta fornminne |
| Lekåsa 6:1               | Gravfält                    |              | Lekåsa, Västergötland |       | 58.143131, 12.866256 | 10197000060001 | Ladda upp en bild av detta fornminne |
| Lekåsa 7:1               | Gravfält                    |              | Lekåsa, Västergötland |       | 58.127983, 12.900920 | 10197000070001 | Ladda upp en bild av detta fornminne |
| Lekåsa 8:1               | Hällristning                |              | Lekåsa, Västergötland |       | 58.120381, 12.857193 | 10197000080001 | Ladda upp en bild av detta fornminne |
| Lekåsa 10:1              | Röse                        |              | Lekåsa, Västergötland |       | 58.127151, 12.872273 | 10197000100001 | Ladda upp en bild av detta fornminne |
| Lekåsa 10:2              | Stensättning                |              | Lekåsa, Västergötland |       | 58.126997, 12.872489 | 10197000100002 | Ladda upp en bild av detta fornminne |
| Lekåsa 11:1              | Hög                         |              | Lekåsa, Västergötland |       | 58.130178, 12.874844 | 10197000110001 | Ladda upp en bild av detta fornminne |
| Lekåsa 11:2              | Stensättning                |              | Lekåsa, Västergötland |       | 58.130305, 12.874830 | 10197000110002 | Ladda upp en bild av detta fornminne |
| Lekåsa 11:3              | Stensättning                |              | Lekåsa, Västergötland |       | 58.130383, 12.874644 | 10197000110003 | Ladda upp en bild av detta fornminne |
| Lekåsa 12:1              | Stenkrets                   |              | Lekåsa, Västergötland |       | 58.128577, 12.915272 | 10197000120001 | Ladda upp en bild av detta fornminne |
| Lekåsa 12:2              | Stenkrets                   |              | Lekåsa, Västergötland |       | 58.128574, 12.915479 | 10197000120002 | Ladda upp en bild av detta fornminne |
| Lekåsa 13:1              | Stensättning                |              | Lekåsa, Västergötland |       | 58.128745, 12.908475 | 10197000130001 | Ladda upp en bild av detta fornminne |
| Lekåsa 14:1              | Stensättning                |              | Lekåsa, Västergötland |       | 58.128974, 12.890721 | 10197000140001 | Ladda upp en bild av detta fornminne |
| Lekåsa 15:1              | Stensättning                |              | Lekåsa, Västergötland |       | 58.130319, 12.873600 | 10197000150001 | Ladda upp en bild av detta fornminne |
| Lekåsa 16:1              | Stensättning                |              | Lekåsa, Västergötland |       | 58.130278, 12.870328 | 10197000160001 | Ladda upp en bild av detta fornminne |
| Lekåsa 17:1              | Stensättning                |              | Lekåsa, Västergötland |       | 58.139666, 12.879055 | 10197000170001 | Ladda upp en bild av detta fornminne |
| Lekåsa 18:1              | Hög                         |              | Lekåsa, Västergötland |       | 58.145368, 12.865569 | 10197000180001 | Ladda upp en bild av detta fornminne |
| Lekåsa 19:1              | Stensättning                |              | Lekåsa, Västergötland |       | 58.143851, 12.873643 | 10197000190001 | Ladda upp en bild av detta fornminne |
| Lekåsa 21:1              | Gravfält                    |              | Lekåsa, Västergötland |       | 58.140056, 12.864403 | 10197000210001 | Ladda upp en bild av detta fornminne |
| Lekåsa 22:1              | Gravfält                    |              | Lekåsa, Västergötland |       | 58.140336, 12.863295 | 10197000220001 | Ladda upp en bild av detta fornminne |
| Lekåsa 23:1              | Gravfält                    |              | Lekåsa, Västergötland |       | 58.128777, 12.861521 | 10197000230001 | Ladda upp en bild av detta fornminne |
| Lekåsa 24:1              | Stensättning                |              | Lekåsa, Västergötland |       | 58.129328, 12.854797 | 10197000240001 | Ladda upp en bild av detta fornminne |

## Malma
| Namn                     | Lämningstyp                 | Tillkomsttid | Historisk indelning  | Plats | Läge                 | ID-nr          | Bild                                 |
| ------------------------ | --------------------------- | ------------ | -------------------- | ----- | -------------------- | -------------- | ------------------------------------ |
| Malma 1:1                | Grav markerad av sten/block |              | Malma, Västergötland |       | 58.240556, 12.747406 | 10198400010001 | Ladda upp en bild av detta fornminne |
| "Lutestenar" (Malma 3:1) | Grav markerad av sten/block |              | Malma, Västergötland |       | 58.239371, 12.753933 | 10198400030001 | Ladda upp en bild av detta fornminne |
| "Lutestenar" (Malma 3:2) | Grav markerad av sten/block |              | Malma, Västergötland |       | 58.239423, 12.754054 | 10198400030002 | Ladda upp en bild av detta fornminne |
| Malma 5:1                | Stenkrets                   |              | Malma, Västergötland |       | 58.246217, 12.752034 | 10198400050001 | Ladda upp en bild av detta fornminne |
| Malma 6:1                | Stensättning                |              | Malma, Västergötland |       | 58.246094, 12.753180 | 10198400060001 | Ladda upp en bild av detta fornminne |
| Malma 7:1                | Gravfält                    |              | Malma, Västergötland |       | 58.239876, 12.755522 | 10198400070001 | Ladda upp en bild av detta fornminne |
| Malma 8:1                | Stensättning                |              | Malma, Västergötland |       | 58.239992, 12.756254 | 10198400080001 | Ladda upp en bild av detta fornminne |
| Malma 9:1                | Stensättning                |              | Malma, Västergötland |       | 58.236167, 12.756589 | 10198400090001 | Ladda upp en bild av detta fornminne |
| Malma 9:2                | Stensättning                |              | Malma, Västergötland |       | 58.236115, 12.756379 | 10198400090002 | Ladda upp en bild av detta fornminne |
| Malma 9:3                | Stensättning                |              | Malma, Västergötland |       | 58.236349, 12.756894 | 10198400090003 | Ladda upp en bild av detta fornminne |
| Malma 15:1               | Begravningsplats            |              | Malma, Västergötland |       | 58.266844, 12.772274 | 10198400150001 | Ladda upp en bild av detta fornminne |
| Malma 16:2               | Stensättning                |              | Malma, Västergötland |       | 58.269961, 12.768465 | 10198400160002 | Ladda upp en bild av detta fornminne |
| Malma 17:1               | Stensättning                |              | Malma, Västergötland |       | 58.270158, 12.765678 | 10198400170001 | Ladda upp en bild av detta fornminne |
| Malma 22:1               | Stenkrets                   |              | Malma, Västergötland |       | 58.275496, 12.779583 | 10198400220001 | Ladda upp en bild av detta fornminne |
| Malma 24:1               | Stensättning                |              | Malma, Västergötland |       | 58.273548, 12.782710 | 10198400240001 | Ladda upp en bild av detta fornminne |
| Malma 25:1               | Stensättning                |              | Malma, Västergötland |       | 58.272168, 12.782091 | 10198400250001 | Ladda upp en bild av detta fornminne |
| Malma 34:1               | Grav markerad av sten/block |              | Malma, Västergötland |       | 58.244697, 12.727579 | 10198400340001 | Ladda upp en bild av detta fornminne |
| Malma 40:1               | Hällristning                |              | Malma, Västergötland |       | 58.252581, 12.737605 | 10198400400001 | Ladda upp en bild av detta fornminne |
| Malma 48:1               | Stensättning                |              | Malma, Västergötland |       | 58.232032, 12.725199 | 10198400480001 | Ladda upp en bild av detta fornminne |
| Malma 49:1               | Stensättning                |              | Malma, Västergötland |       | 58.232073, 12.732127 | 10198400490001 | Ladda upp en bild av detta fornminne |
| Malma 49:2               | Stensättning                |              | Malma, Västergötland |       | 58.231999, 12.731932 | 10198400490002 | Ladda upp en bild av detta fornminne |
| Malma 50:1               | Stensättning                |              | Malma, Västergötland |       | 58.240491, 12.758644 | 10198400500001 | Ladda upp en bild av detta fornminne |
| Malma 54:1               | Stensättning                |              | Malma, Västergötland |       | 58.254273, 12.763410 | 10198400540001 | Ladda upp en bild av detta fornminne |